# Famicom Grand Prix II: 3D Hot Rally
 (juin 2008).
Si vous disposez d'ouvrages ou d'articles de référence ou si vous connaissez des sites web de qualité traitant du thème abordé ici, merci de compléter l'article en donnant les références utiles à sa vérifiabilité et en les liant à la section « Notes et références ».
Famicom Grand Prix II: 3D Hot Rally est un jeu vidéo de course sorti en 1988 sur Famicom Disk System. Le jeu a été développé et édité par Nintendo. Il est compatible avec le "Famicom 3D System", sorte de lunettes permettant de voir certains jeux (comme 3D Hot Rally ou encore Falsion) en 3 dimensions.

## À noter
Le jeu n'était pas enregistré sur une disquette jaune, comme les jeux Disk System normaux, mais sur une bleue, et permettait de participer à un concours. Cet événement était le quatrième de la sorte organisé par Nintendo. Le premier, le Nintendo Famicom Golf Tournament Japan Course a eu lieu en 1987. Le deuxième, le Nintendo Famicom Golf Tournament U.S. Course s'est déroulé en 1987 aussi. Un troisième a été organisé autour du jeu Famicom Grand Prix: F1 Race, puis un quatrième en 1988 avec Famicom Grand Prix II: 3D Hot Rally. Tous ces concours permettaient aux gagnants de recevoir des lots en édition limitée, qui font aujourd'hui le bonheur des collectionneurs. Les lots remportés grâce à 3D Hot Rally sont des sets de fournitures de bureau, soit en jaune soit en blanc, rangés dans un étui à l'effigie de Diskun, la mascotte du Famicom Disk System.